# Grand Jacques
Grand Jacques, conosciuto anche con il nome di Jacques Brel et ses Chansons, è l'album di debutto del cantautore francese Jacques Brel, registrato il 15 febbraio 1954 e pubblicato nel marzo dello stesso anno.

## Tracce
Testi e musiche di Jacques Brel; edizioni musicali Philips.
1. Jacques Brel – La Haine
2. Jacques Brel – Grand Jacques (C'est trop Facile)
3. Jacques Brel – Il pleut 'Les carreaux'
4. Jacques Brel – Le diable 'Ca va'
5. Jacques Brel – Il peut pleuvoir
6. Jacques Brel – Il nous faut regarder
7. Jacques Brel – Le fou du roi
8. Jacques Brel – C'est comme ça
9. Jacques Brel – Sur la place